# Lehoczki István
Lehoczki István (Budapest, 1950. június 26. – 2007. március 12.) Pulitzer-emlékdíjas magyar karikaturista, grafikus. Szignója: Leho.

## Élete
1969 és 1971 között a budapesti Kirakatrendező Iskolában tanult. 
Karikaturista pályafutása a Kossuth Nyomdából indult. A hatvanas évek végén, segédmunkásként havi ezer forintot keresett. A nyomdai munka mellett rajzolt. Itt a nyomdában ismerkedett meg Dunai Imrével, aki szabadidejében a Magyar Ifjúságnak gyártotta karikatúráit és a Fiatal Karikaturisták Klubjának egyik alapítója. 

„Akkoriban hetven forintot fizettek egy megjelent rajzért…, úgyhogy otthon én is próbálkoztam. Bevittem a szerkesztőségbe, megjelent. Valahogy így kezdődött az egész.”

„Kirakatrendezői iskolát végeztem… Amikor azután meguntam, hogy segédmunkásként valósítsam meg önmagam, hirtelen elhatározással beállítottam a Ludas szerkesztőségébe. Tabi László volt még a főszerkesztő, Földes György a helyettese. Gyuri bácsi így vezette elő a kérésemet a főszerkesztőnek:
–  Itt van ez a gyerek, szeretne hozzánk kerülni!
–  Várjunk még  –  mondta Tabi.  –  Nagyon fiatal.
–  De nem akar elmenni dolgozni  –  mondta Földes György. 
Tabi talán egy percet gondolkodott, majd megszólalt:
–  Jó  –  felelte.  –  Akkor vegyük ide. 
Így kezdett Leho „nemdolgozni” a Ludasnál, ott alakult ki sajátos stílusa…
Egyszerre csak azt vettem észre, hogy szeretek ilyen rövid lábú embereket rajzolni… Az utcánkból egy bácsi meg is kérdezte: én lenézem az embereket, hogy ilyen apró lábakra állítom őket? Elkezdtem neki magyarázni, hogy a rövidülés tulajdonképpen technikai kérdés. A bácsi mosolygott a bajusza alatt, és közben ki tudja, mire gondolt? 
Ekkor tudatosult bennem: teljesen mindegy, hogy az embernek milyen hosszú a lába, sokkal fontosabb, hogy a földön járjon, és ha lehet, az égig érjen. 
”

Első karikatúrái 1970-től a Magyar Ifjúságban jelentek meg, majd a Ludas Matyi is közölte rajzait. 1975-től lett a Ludas Matyi című szatirikus hetilap belső munkatársa, majd 1991-től a lap utódjánál, az Új Ludasnál is dolgozott.
Karikatúrái megjelentek más lapokban is, a Kurír-Elefántban, a Pesti Viccben, a Hócipőben, a Zsaru Magazinban, rejtvényújságokban, illetve a Népszabadságban, ahol napi rovata volt. Évekig betegeskedett, de még a halála előtti napokban is jelentek meg rajzai. A Népszabadságnál Brenner György helyét foglalta el, akit mesterének tartott.
Grafikusként tervezett könyvborítókat, plakátokat, illusztrált könyveket, tankönyveket, készített animációs filmeket, rajzfilmeket.
Karikatúráit számos hazai és nemzetközi kiállításon mutatta be. Karikatúráit Leho szignóval látta el.

„Ez is sajtóműfaj, ám idővel aktualitását vesztheti. A régebbi rajzaimat a gyerekeim már nem is értik sokszor, hiszen az iskolában másként vagy más összefüggésben tanultak róla… Ahogy a humort, így ezt a műfajt sem lehet igazán tanulni. Volt idő, amikor a Képzőművészeti, azután az Iparművészeti Főiskolán is gondoltak arra, hogy indítanak karikatúra szakot az alkalmazott grafika mellett, de ez nem megy. A karikaturista élete végéig tanul, a humort érezni kell. Évek vagy talán évtizedek kellenek a saját stílushoz, figurához. Huszonöt éve ebből élek, ám a két évvel ezelőtti dolgokat már másképp rajzolnám meg most.”

## Díjai
- 1995 – Brenner György-díj
- 1995 – Joseph Pulitzer-emlékdíj
- 1995 – Opusz-díj
- 1996 – Sajtópáholy-díj
- 1997 – a Magyar Köztársasági Érdemrend középkeresztje

## Filmográfia
- Földünk és vidéke (1978)
- Alfonshow (1980)
- A Pincérfrakk utcai cicák (1984)

## Kiállításai
Csoportos kiállításai
- Tokió
- Montreal
- Knouke-Heist
- Marostica
- Gabrovo
- Prága
- Havanna
- Athén
- Ascona,
- Ankara
- Ancona
- Asti
- Köln
- Bonn
- Bielefeld
- Dortmund
- Salgótarján
- Celldömölk
- Sárvár
- Vácrátót
- Siófok
- Műcsarnok
- Nyíregyháza

Egyéni kiállításai
- Szombathely
- Sárvár

## Publikációi
- Magyar Ifjúság (1970-1974)
- Ludas Matyi (1970-1990)
- Ludas Magazin (1990-1993)
- Füles (1971), (2000)
- Majális (1973)
- Néplap (1974)
- Rakéta (1974)
- Nyári Örömök (1974)
- Vidám Nyaralás (1974)
- Tollasbál (1974-1982)
- Csúzli (1972)
- Zsákbamacska (1975)
- Élet és Irodalom (1977-1983)
- Ludas Matyi Évkönyv (1977-1990)
- Ludas Évkönyv(1991)
- Extra Ludas (1977)
- Szúr (1977)
- Humor (1977)
- Humor OB (1978)
- Humor Olimpia (1979)
- Színész Újságíró Magazin (1980)
- Hahota (1981-1993)
- Humor VB (1986)
- Füles Évkönyv (1982)
- Nők Lapja Évkönyv (1982-1989)
- Képes Nyelvmester (1984-1986); (1999)
- Rakéta (1985-1989)
- Gólyahír (1985)
- Népszava Évkönyv (1986)
- Kisalföld (1991-1993)
- Ifjúsági Magazin (1991)
- Elefánt (1991-1996), (1998)
- Hócipő (1991-1998)
- 24 Óra (1991)
- Bukfenc (1992)
- Népszava (1992)
- Tiszacipő (1993)
- Népszabadság (1993-2006)
- Úritök (1993-1994)
- Magyar Poén Tőzsde (1994)
- Év Végén (Népszabadság) (1995)
- Pesti Vicc (1994-1998)
- Jászkun Krónika (1998)
- Tollasbál (1999-2001)
- Playboy (2000)
- LMLM (2000)
- Zsaru (2004)
- Pajzán Poén (2004)
- Poén parádé (2000-2006)
- Poén Parti (2000-2006)
- Poén Lap (2000-2006)
- Poén Ász (2000-2006)
- Poén Festő (2000-2006)
- Poén Fergeteg (2000-2006)
- Poén Kavalkád (2000-2006)
- Poén Desszert (2000-2006)
- Poén Csemege (2000-20069
- Poén Fricska (2000-2006)
- Poén Só (2000-2006)
- Vidor (2000-2006)
- Tudor (2000-2006)
- Morgó (2000-2006)

## Külső hivatkozások
- Földs S. Péter: Lehoczki István 1950–2007
- Elhunyt Lehoczki István
- A Hócipő posztumusz sorozata LEHO rajzaiból (1991-től)